# 富豪海灣

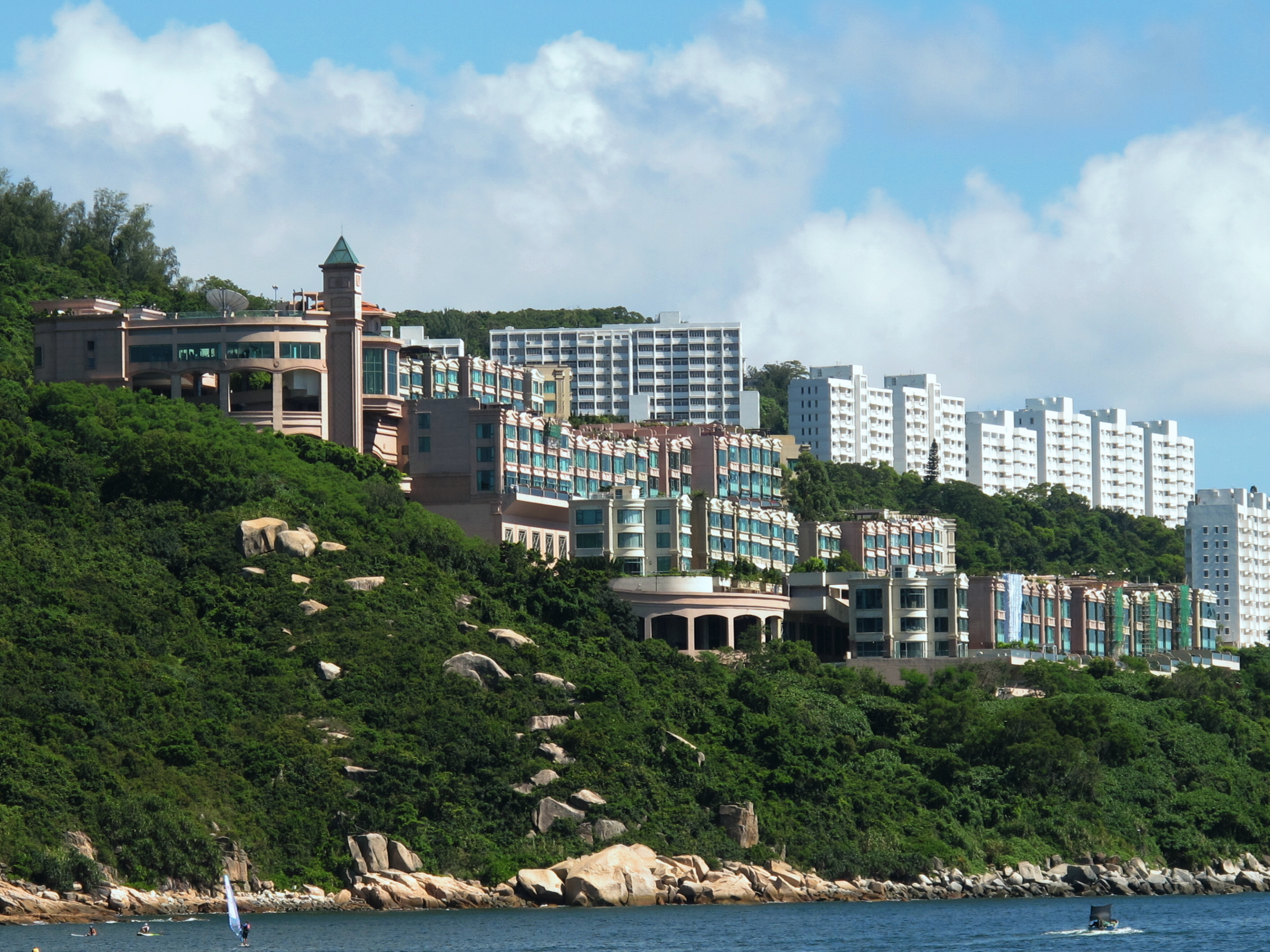
富豪海灣

富豪海灣（英語：Regalia Bay）為香港南區的一個大型豪華住宅屋苑，位於赤柱黃麻角道88至90號。由富豪國際酒店及中國海外發展，於2003至2004年入伙，管理公司為富豪物業管理。

## 屋苑
屋苑由139座別墅组成，分為兩期發展。建築採用歐陸意大利風格設計，呈梯級式分四排依山臨海而建，外望南區海景。每座別墅建築面積由3,897方呎起，實用2,767方呎。設有獨立花園及車房，部份別墅有私家電梯上落。

## 設施
屋苑會所採用歐陸意大利風格設計，佔地約3萬方呎，設施包括可筵開20席的宴會廳、1100方呎的貴賓廳、50呎長曲尺形室外泳池及按摩池、兒童遊樂場、多功能會議廳、健身室、桑拿室及蒸氣浴室等。

## 交通
屋苑提供穿梭巴士服務，往返赤柱廣場，車程約5分鐘，而該住宅車輛也可經大潭道和赤柱峽道前往香港其他地區。

## 宣傳
發展商曾邀請陈慧琳拍攝宣傳廣告，主题曲為「前所未見」。到2003年及04年邀請無綫電視拍攝時裝劇集《富豪海灣至尊家緣》及《富豪海灣非凡情緣》。